# Teinobasis tenuis
Teinobasis tenuis – gatunek ważki z rodziny łątkowatych (Coenagrionidae).